# Francisco Cabañas
Francisco Cabañas est un boxeur mexicain né le 22 janvier 1912 et mort le 26 janvier 2002 à Ciudad de México.

## Carrière
Il remporte la médaille d'argent aux Jeux de Los Angeles en 1932 dans la catégorie poids mouches. Après avoir battu Ivan Duke et Thomas Pardoe, Cabañas s'incline en finale contre le hongrois Istvan Enekes.

## Palmarès

### Jeux olympiques
- Jeux olympiques de 1932 à Los Angeles[1] (poids mouches)